# Superliga de Eslovaquia 2021-22
La temporada 2021-22 fue la edición número 29 de la Superliga de Eslovaquia, la máxima categoría del fútbol profesional en Eslovaquia. La temporada comenzó el 23 de julio de 2021 y finalizará el 21 de mayo de 2022.
El Slovan Bratislava es el campeón defensor de la Superliga, después de conquistar el undécimo título de su historia la temporada anterior.

## Formato
Los 12 equipos participantes jugarán entre sí todos contra todos dos veces totalizando 22 partidos cada uno, al término de la fecha 22 los seis primeros clasificados pasaron a jugar la Ronda por el campeonato, mientras que los otros seis pasaron a jugar la Ronda por la permanencia.
En la Ronda por el campeonato los 6 equipos participantes jugaran entre sí todos contra todos dos veces totalizando, 32 partidos, al término de la fecha 32, el primer clasificado se coronará campeón y obtendrá un cupo para la Primera ronda de la Liga de Campeones 2022-23, mientras que el segundo y el tercero obtendrán un cupo para la Primera ronda de la Liga de Conferencia Europa 2022-23.
En la Ronda por la permanencia, los 6 equipos participantes jugaran entre sí todos contra todos dos veces totalizando 32 partidos cada uno, al término de la fecha 32, el antepenúltimo clasificado jugará un play-off de relegación contra el subcampeón de la 2. liga y el último descenderá directamente a la 2. liga 2022-23
Un tercer cupo a la Primera ronda de la Liga de Conferencia Europa 2022-23 será asignado al campeón de la Copa de Eslovaquia.

## Ascensos y descensos
| Pos. | Descendido de Superliga de Eslovaquia 2020-21 |
| ---- | --------------------------------------------- |
| 12.º | Nitra                                         |

| Pos. | Ascendido de 2. Liga de Eslovaquia 2020-21 |
| ---- | ------------------------------------------ |
| 1.º  | Tatran Liptovský Mikuláš                   |

## Equipos participantes
| Club                | Ciudad                       | Estadio                         | Capacidad |
| ------------------- | ---------------------------- | ------------------------------- | --------- |
| DAC Dunajská Streda | Dunajská Streda              | MOL Aréna                       | 12,700    |
| Liptovský Mikuláš   | MFK Tatran Liptovský Mikuláš | NTC Poprad                      | 5,700     |
| Pohronie            | Žiar nad Hronom              | Mestský štadión Žiar nad Hronom | 2,500     |
| Ružomberok          | Ružomberok                   | Štadión pod Čebraťom            | 4,817     |
| Senica              | Senica                       | OMS ARENA Senica                | 5,070     |
| Sered               | Sereď                        | Štadión pod Zoborom             | 7,480     |
| Slovan Bratislava   | Bratislava                   | Tehelné pole                    | 22,500    |
| Spartak Trnava      | Trnava                       | Štadión Antona Malatinského     | 19,200    |
| Trenčín             | Trenčín                      | Štadión na Sihoti               | 3,500     |
| Zlaté Moravce       | Zlaté Moravce                | Štadión FC ViOn                 | 4,000     |
| Žilina              | Žilina                       | Štadión pod Dubňom              | 11,258    |
| Zemplín Michalovce  | Michalovce                   | Mestský futbalový štadión       | 4,440     |

## Temporada regular

### Tabla de posiciones
| Pos. | Equipo                   | Pts. | PJ | G  | E | P  | GF | GC | Dif. | Clasificación 2021-22 |
| ---- | ------------------------ | ---- | -- | -- | - | -- | -- | -- | ---- | --------------------- |
| 1    | Slovan Bratislava        | 53   | 22 | 16 | 5 | 1  | 52 | 16 | +36  | Grupo campeonato      |
| 2    | Spartak Trnava           | 45   | 22 | 13 | 6 | 3  | 29 | 12 | +17  | Grupo campeonato      |
| 3    | Ružomberok               | 41   | 22 | 11 | 8 | 3  | 39 | 17 | +22  | Grupo campeonato      |
| 4    | DAC Dunajská Streda      | 36   | 22 | 10 | 6 | 6  | 28 | 23 | +5   | Grupo campeonato      |
| 5    | Sered                    | 32   | 22 | 9  | 5 | 8  | 28 | 28 | 0    | Grupo campeonato      |
| 6    | Žilina                   | 30   | 22 | 8  | 6 | 8  | 34 | 33 | +1   | Grupo campeonato      |
| 7    | Senica                   | 27   | 22 | 7  | 6 | 9  | 21 | 32 | −11  | Grupo descenso        |
| 8    | Trenčín                  | 25   | 22 | 6  | 7 | 9  | 32 | 33 | −1   | Grupo descenso        |
| 9    | Zemplín Michalovce       | 23   | 22 | 7  | 2 | 13 | 20 | 31 | −11  | Grupo descenso        |
| 10   | Tatran Liptovský Mikuláš | 21   | 22 | 5  | 6 | 11 | 27 | 43 | −16  | Grupo descenso        |
| 11   | Zlaté Moravce            | 19   | 22 | 4  | 7 | 11 | 22 | 36 | −14  | Grupo descenso        |
| 12   | Pohronie                 | 10   | 22 | 2  | 4 | 16 | 19 | 47 | −28  | Grupo descenso        |

Actualizado a los partidos jugados el 26 de febrero de 2022.
 Fuente: Fortuna Liga, Soccerway
Criterios de clasificación: 1) Puntos; 2) puntos entre sí; 3) diferencia de goles; 4) Goles marcados.

### Resultados
| Local \ Visitante        | DAC | TLM | POH | RUZ | SEN | SER | SLO | SPA | TRE | ZEM | ZIL | ZLA |
| ------------------------ | --- | --- | --- | --- | --- | --- | --- | --- | --- | --- | --- | --- |
| DAC Dunajská Streda      | —   | 3–1 | 2–0 | 0–0 | 1–0 | 1–3 | 1–1 | 0–3 | 1–1 | 1–0 | 3–1 | 4–2 |
| Tatran Liptovský Mikuláš | 1–0 | —   | 5–1 | 3–2 | 1–2 | 1–1 | 1–4 | 0–2 | 2–1 | 0–1 | 2–1 | 0–0 |
| Pohronie                 | 0–3 | 2–2 | —   | 2–2 | 0–1 | 1–1 | 3–4 | 0–2 | 2–2 | 2–0 | 1–2 | 0–2 |
| Ružomberok               | 1–2 | 4–1 | 1–0 | —   | 0–0 | 3–1 | 1–0 | 0–0 | 3–0 | 0–0 | 5–1 | 1–1 |
| Senica                   | 1–1 | 1–0 | 1–0 | 0–2 | —   | 1–2 | 0–3 | 2–1 | 1–0 | 1–1 | 2–2 | 1–2 |
| Sered                    | 1–0 | 2–0 | 3–1 | 2–3 | 2–1 | —   | 0–1 | 0–1 | 4–2 | 0–1 | 1–1 | 2–1 |
| Slovan Bratislava        | 0–0 | 4–0 | 5–1 | 1–0 | 5–0 | 2–0 | —   | 0–0 | 2–0 | 3–1 | 2–2 | 4–1 |
| Spartak Trnava           | 1–1 | 4–0 | 2–0 | 0–3 | 2–1 | 2–0 | 0–3 | —   | 0–0 | 2–0 | 1–1 | 2–0 |
| Trenčín                  | 0–1 | 2–2 | 3–0 | 1–1 | 3–3 | 0–0 | 2–3 | 0–1 | —   | 4–2 | 1–3 | 4–0 |
| Zemplín Michalovce       | 4–1 | 2–1 | 0–2 | 0–3 | 0–1 | 0–1 | 1–2 | 1–2 | 1–2 | —   | 1–0 | 2–1 |
| Žilina                   | 0–2 | 2–2 | 3–1 | 0–2 | 3–0 | 3–0 | 1–1 | 0–1 | 1–3 | 2–1 | —   | 4–1 |
| Zlaté Moravce            | 2–0 | 2–2 | 1–0 | 2–2 | 1–1 | 2–2 | 1–2 | 0–0 | 0–1 | 0–1 | 0–1 | —   |

## Ronda Campeonato

### Tabla de posiciones
| Pos. | Equipo                  | Pts. | PJ | G  | E  | P  | GF | GC | Dif. | Clasificación 2022-23                               |
| ---- | ----------------------- | ---- | -- | -- | -- | -- | -- | -- | ---- | --------------------------------------------------- |
| 1    | Slovan Bratislava (C)   | 74   | 32 | 22 | 8  | 2  | 71 | 25 | +46  | Primera ronda de la Liga de Campeones               |
| 2    | Ružomberok              | 63   | 32 | 17 | 12 | 3  | 58 | 23 | +35  | Primera ronda de la Liga Europa Conferencia         |
| 3    | Spartak Trnava          | 60   | 32 | 17 | 9  | 6  | 36 | 17 | +19  | Segunda ronda de la Liga Europa Conferencia         |
| 4    | DAC Dunajská Streda (O) | 46   | 32 | 12 | 10 | 10 | 39 | 37 | +2   | Play-offs para entrar en la Liga Europa Conferencia |
| 5    | Sered (D)               | 39   | 32 | 10 | 9  | 13 | 34 | 46 | −12  | Descenso                                            |
| 6    | Žilina                  | 34   | 32 | 8  | 10 | 14 | 43 | 52 | −9   | Play-offs para entrar en la Liga Europa Conferencia |

Actualizado a los partidos jugados el 21 de mayo de 2022.
 Fuente: Fortuna Liga, Soccerway
Criterios de clasificación: 1) Puntos; 2) puntos entre sí; 3) diferencia de goles entre si; 4) Goles marcados entre si; 5) Play-off.
Notas:
1. ↑  Spartak Trnava clasificó a la Segunda ronda de la Liga Europa Conferencia como el campeón de la Copa de Eslovaquia 2021-22
2. ↑  Sered no obtuvo la licencia para la próxima temporada por lo cual fue descendido

### Resultados
| Local \ Visitante   | DAC | SER | SLO | SPA | RUZ | ZIL |
| ------------------- | --- | --- | --- | --- | --- | --- |
| DAC Dunajská Streda | —   | 0–0 | 2–0 | 1–1 |     | 2–0 |
| Sered               | 0–0 | —   |     | 0–2 | 1–3 | 1–1 |
| Slovan Bratislava   | 3–1 | 5–1 | —   | 1–0 | 1–1 |     |
| Spartak Trnava      |     | 0–1 | 0–1 | —   | 0–0 | 1–0 |
| Ružomberok          | 4–1 |     | 0–0 | 0–0 | —   | 3–0 |
| Žilina              | 2–2 | 1–1 | 2–3 |     | 0–2 | —   |

## Grupo descenso

### Tabla de posiciones
| Pos. | Equipo                   | Pts. | PJ | G  | E | P  | GF | GC | Dif. | Clasificación 2022-23                               |
| ---- | ------------------------ | ---- | -- | -- | - | -- | -- | -- | ---- | --------------------------------------------------- |
| 1    | Trenčín                  | 48   | 32 | 13 | 9 | 10 | 58 | 43 | +15  | Play-offs para entrar en la Liga Europa Conferencia |
| 2    | Tatran Liptovský Mikuláš | 40   | 32 | 11 | 7 | 14 | 42 | 57 | −15  | Play-offs para entrar en la Liga Europa Conferencia |
| 3    | Zemplín Michalovce       | 40   | 32 | 12 | 4 | 16 | 32 | 42 | −10  |                                                     |
| 4    | Senica (D)               | 34   | 32 | 9  | 7 | 16 | 29 | 51 | −22  | Descenso                                            |
| 5    | Zlaté Moravace           | 30   | 32 | 7  | 9 | 16 | 33 | 50 | −17  |                                                     |
| 6    | Pohronie (D)             | 18   | 32 | 4  | 6 | 22 | 27 | 59 | −32  | Descenso a 2. Liga                                  |

Actualizado a los partidos jugados el 21 de Mayo de 2022.
 Fuente: Fortuna Liga, Soccerway
Notas:
1. ↑  Senica no obtuvo la licencia para la próxima temporada por lo cual fue descendido

### Resultados
| Local \ Visitante | POH | SEN | TLM | TRE | ZEM | ZLA |
| ----------------- | --- | --- | --- | --- | --- | --- |
| POH               | —   |     | 1–1 | 1–1 | 1–2 | 0–1 |
| SEN               | 2–1 | —   | 0–3 |     | 2–1 | 0–0 |
| TLM               | 1–0 | 2–1 | —   | 0–3 | 3–1 |     |
| TRE               | 2–0 | 4–1 | 5–2 | —   |     | 4–3 |
| ZEM               | 1–0 | 1–0 |     | 1–0 | —   | 1–0 |
| ZLA               |     | 3–2 | 0–1 | 0–2 | 1–1 | —   |

## Play-offs por la Liga Europa Conferencia
El último cupo para la Primera ronda de la Liga Conferencia Europa 2022-23 se definirá con un play-off entre los equipos ubicados desde el cuarto al séptimo puesto.
|  | Semifinales              | Semifinales |                     |   | Final | Final |
|  |                          |             |                     |   |       |       |
|  | 24 de mayo de 2022       |             |                     |   |       |       |
|  |                          |             |                     |   |       |       |
|  | DAC Dunajská Streda      | 4           |                     |   |       |       |
|  | DAC Dunajská Streda      | 4           | 27 de mayo de 2022  |   |       |       |
|  | Tatran Liptovský Mikuláš | 2           |                     |   |       |       |
|  | Tatran Liptovský Mikuláš | 2           | DAC Dunajská Streda | 2 |       |       |
|  | 24 de mayo de 2022       |             | DAC Dunajská Streda | 2 |       |       |
|  |                          | Trenčín     | 1                   |   |       |       |
|  | Žilina                   | Trenčín     | 1                   | 0 |       |       |
|  | Žilina                   |             |                     | 0 |       |       |
|  | Trenčín                  | 2           |                     |   |       |       |
|  | Trenčín                  | 2           |                     |   |       |       |

### Semifinales
| 24 de mayo de 2022 | Žilina | 0:2 (0:1) | Trenčín                         | Štadión pod Dubňom, Žilina                               |                                                          |
| 18:00              |        | Reporte   | - 44' Kozlovský - 49' Kupusović | Asistencia: 1 065 espectadores Árbitro(s): Michal Smolák | Asistencia: 1 065 espectadores Árbitro(s): Michal Smolák |

| 24 de mayo de 2022 | DAC Dunajská Streda                                       | 4:2 (2:0) | Tatran Liptovský Mikuláš | MOL Aréna, Dunajská Streda                                |                                                           |
| 19:30              | - Nebyla 8' - Cigaņiks 27' - Andzouana 58' - Krstović 64' | Reporte   | - 67' Káčerík - 79' Flak | Asistencia: 4 338 espectadores Árbitro(s): Peter Kráľovič | Asistencia: 4 338 espectadores Árbitro(s): Peter Kráľovič |

### Final
| 27 de mayo de 2022 | DAC Dunajská Streda           | 2:1 (1:0) | Trenčín      | MOL Aréna, Dunajská Streda                               |                                                          |
| 20:00              | - Kružliak 26' - Krstović 85' | Reporte   | - 72' Azango | Asistencia: 5 257 espectadores Árbitro(s): Ivan Kružliak | Asistencia: 5 257 espectadores Árbitro(s): Ivan Kružliak |

## Play-off de permanencia
El penúltimo clasificado de la Superliga se enfrentará al Segundo clasificado de la 2. Liga, por un lugar en la Superliga 2022-23.

## Estadísticas jugadores

### Goleadores
| Rank | Player               | Club               | Goals |
| ---- | -------------------- | ------------------ | ----- |
| 1    | Jakub Kadák          | Trenčín            | 13    |
| 2    | Ezekiel Henty        | Slovan Bratislava  | 9     |
| 2    | Philip Azango        | Trenčín            | 9     |
| 4    | Milan Ristovski      | Spartak Trnava     | 8     |
| 4    | Martin Regáli        | Ružomberok         | 8     |
| 4    | Jaromír Zmrhal       | Slovan Bratislava  | 8     |
| 7    | Elvis Mashike Sukisa | Senica             | 7     |
| 7    | Vladimír Weiss       | Slovan Bratislava  |       |
| 7    | Miloš Lačný          | Pohronie           |       |
| 7    | Martin Boďa          | Ružomberok         |       |
| 7    | Tomáš Ďubek          | Zlaté Moravce      |       |
| 12   | Vahan Bichakhchyan   | Žilina             | 6     |
| 12   | Richard Bartoš       | Liptovský Mikuláš  | 6     |
| 12   | Dragan Andrić        | Liptovský Mikuláš  | 6     |
| 12   | Matej Trusa          | Zemplín Michalovce | 6     |
| 12   | Matej Kochan         | Ružomberok         | 6     |
| 12   | Samuel Mráz          | Slovan Bratislava  | 6     |
| 12   | Nikola Krstović      | D.Streda           | 6     |